# Набакеви (Абхазия)
Набакеви или Набакиа (абх. Набакиа, груз. ნაბაკევი) — село в Абхазии, в Галском районе частично признанной Республики Абхазия, согласно административному делению Грузии — в Гальском муниципалитете Абхазской Автономной Республики. Расположено в 12 км к югу от райцентра Гал, у реки Ингури, на границе с краем Самегрело и Земо-Сванети Грузии. В административном отношении село представляет собой административный центр сельской администрации Набакиа.

## Границы
На западе сельская администрация Набакиа (Набакеви) граничит с с/а (сёлами) Отобая Первая и Гагида; на севере — с с/а (сёлами) Ганахлеба (Марчхапон) и Сида, на востоке — с с/а (селом) Таглан; на юге, по реке Ингури, проходит граница Республики Абхазия с Грузией.

## Администрация
Сельской администрации Набакиа (Набакеви) подчинены сёла:
- собственно Набакиа (Набакеви), на берегу реки Ингури —  834 человека (1989 г.)
- Зени, к западу от Набакиа (Набакеви), на берегу реки Ингури —  1159 человек (1989 г.)
- Эцери (Лбаарха), к северу от Зени —  74 человека (1989 г.)

## Население
По данным переписи 1989 года на территории Набакевской сельской администрации (сельсовета) жило 2067 человек, по данным переписи 2011 года население сельской администрации Набакиа составило 999 человек, в основном грузины (98,8 %).